# Argia infumata
Argia infumata är en trollsländeart som beskrevs av Selys 1865. Argia infumata ingår i släktet Argia och familjen dammflicksländor. Inga underarter finns listade i Catalogue of Life.